# Cryptocatantops
Genre
Cryptocatantops est un genre d'orthoptères caelifères de la famille des Acrididae et de la sous-famille des Catantopinae.

## Liste d'espèces
Selon BioLib (1 mars 2020) :
- Cryptocatantops allessandricus (Sjöstedt, 1931)
- Cryptocatantops crassifemoralis Johnsen, 1991
- Cryptocatantops debilis (Krauss, 1901)
- Cryptocatantops haemorrhoidalis (Krauss, 1877) - espèce type
- Cryptocatantops simlae (Dirsh, 1956)
- Cryptocatantops uvarovi (Dirsh, 1956)

## Publication originale
- (en) Nicholas David Jago, « The Alate Genera of East African Catantopinae (Orthoptera, Acridoidea) including Revision of the Genus Catantops Schaum », Transactions of the American entomological Society, vol. 110, no 3,‎ septembre 1984, p. 295 (lire en ligne, consulté le 1er mars 2020).